# Fabien Lefèvre (calciatore)
Fabien Lefèvre (Montpellier, 14 gennaio 1971) è un allenatore di calcio ed ex calciatore francese, di ruolo centrocampista.

## Palmarès

### Giocatore

#### Competizioni nazionali
- Supercoppa francese: 1

Monaco: 1997